# Anotylus speculifrons
Anotylus speculifrons é uma espécie de insetos coleópteros polífagos pertencente à família Staphylinidae.
A autoridade científica da espécie é Kraatz, tendo sido descrita no ano de 1857.
Trata-se de uma espécie presente no território português.